# Prater Disc Golf Parcours

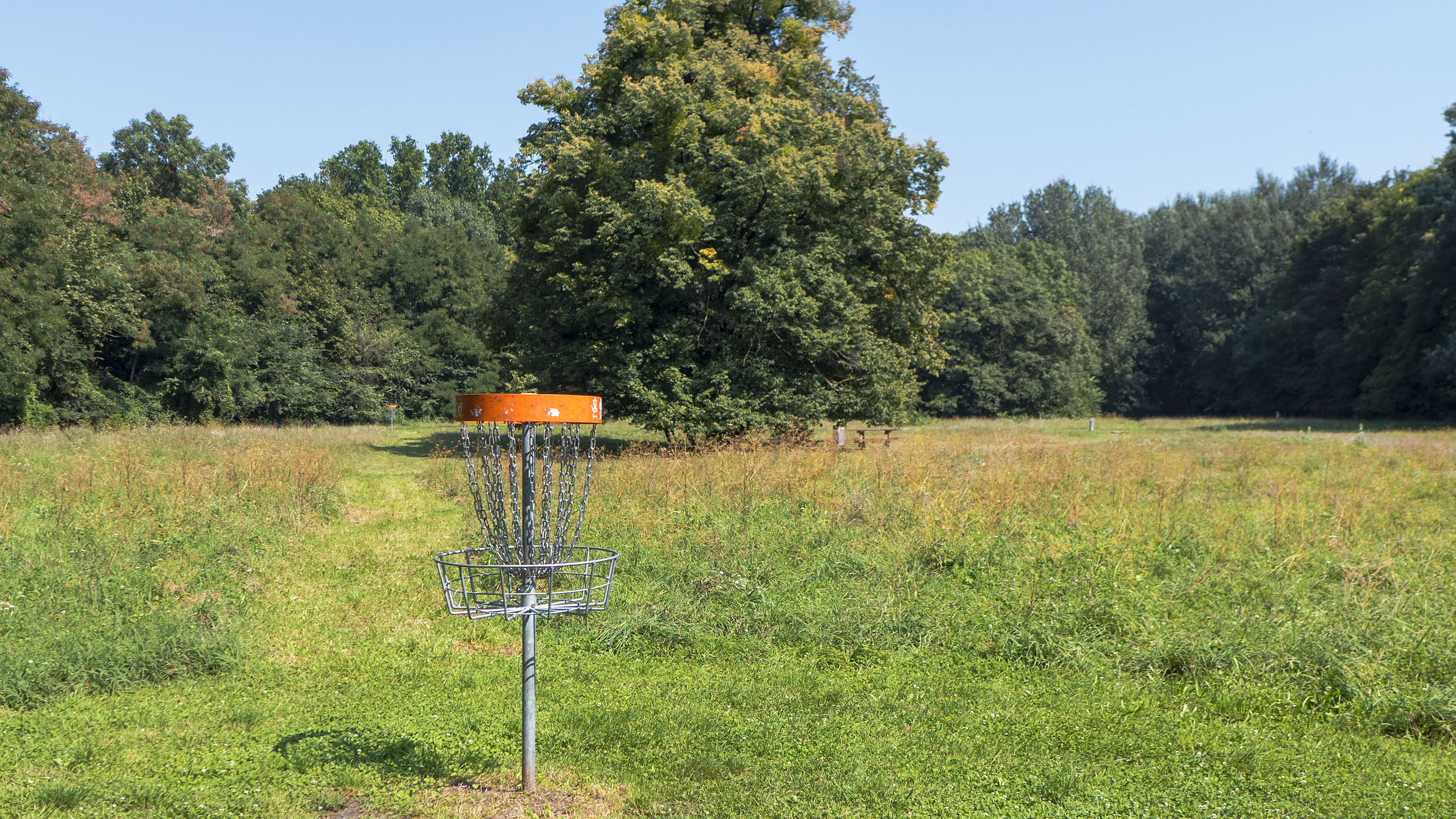
Die Golfwiese

Der Prater Disc Golf Parcours ist eine öffentlich zugängliche Discgolf-Anlage im 2. Wiener Gemeindebezirk Leopoldstadt an der Prater Hauptallee.

## Lage und Beschreibung
Der Prater Disc Golf Parcours befindet sich im Wiener Prater an der Hauptallee auf Höhe der A23 (Südosttangente) im Bereich zwischen oberem und unterem Heustadelwasser. Er wurde 2011 von der Gemeinde Wien errichtet, diese erste Bauphase beinhaltete 7 Bahnen. Im Herbst 2012 wurde der Parcours um weitere 7 Bahnen erweitert. Gesamt ist der Prater Parcours ein 14-Bahnen-Parcours, jeweils mit zwei Schwierigkeitsgraden mittels zweier unterschiedlich entfernter Abwürfe. Der Parcours steht den Nutzern dabei kostenlos und rund um die Uhr zur Verfügung.
Der Parcours wurde am 19. Jänner 2013 beim „Vienna Open(ing)“ eröffnet, wobei 46 Spieler teilnahmen und 1x15 und 1x13 Bahnen gespielt wurden.
Die Bahnen sind dabei im Bereich zwischen 48 und 110 Meter. Jede Bahn beinhaltet jeweils einen langen und einen kurzen Abwurf (für Anfänger).
Der Schwierigkeitsgrad des Prater Parcours ist dabei nicht allzu hoch. Die Bahnen sind alle eben und mit wenig Hindernissen ausgestattet.
Maßgeblich für die Entstehung des Parcours beteiligt war der Verein Golden Disc Golf Club (GDGC) aus Wien. Er wird seither von vielen Spielern genutzt und freut sich über stetiges Wachstum.
Durch den Bau des Parcours sind in Wien und auch in anderen Bundesländern neue Vereine entstanden – zum Beispiel Wooden Impact Discgolf, Easy Flyers Vienna, SSC Hutbanditen, Putterfly Disc Golf, Elevators Disc Golf. Diese hohe Rate an Neugründungen zeugt von großer Akzeptanz des Parcours in der Wiener Disc Golf Szene.

## Turniere & Liga
Der Parcours wurde bereits für diverse Turniere genutzt. Das erste Turnier, das Vienna Open am 19. Jänner 2013, war ein Ranglistenturnier und wurde vom Verein Golden Disc Golf Club veranstaltet. Seit 2015 gibt es einen Ligabetrieb in Form der Prater Disc Golf Liga. Auch eine Turnierserie mit neuem Spielmodus, dem  Birdiehunt Modus, wurde am Prater Parcours ins Leben gerufen. Diese fand im Herbsts 2014 und 2015 jeweils in Form einer Dreierserie statt und wurde von Putterfly Disc Golf veranstaltet.
Auch fand bereits zweimal ein Turnier Nacht bei Nacht – „Nightflight“, veranstaltet durch Wooden Impact – statt. Dabei wurde der Parcours mit Leuchtmitteln in Szene gesetzt.